# رحیم‌آباد (چترود)
رحیم‌آباد، روستایی از توابع بخش چترود شهرستان کرمان در استان کرمان ایران است.

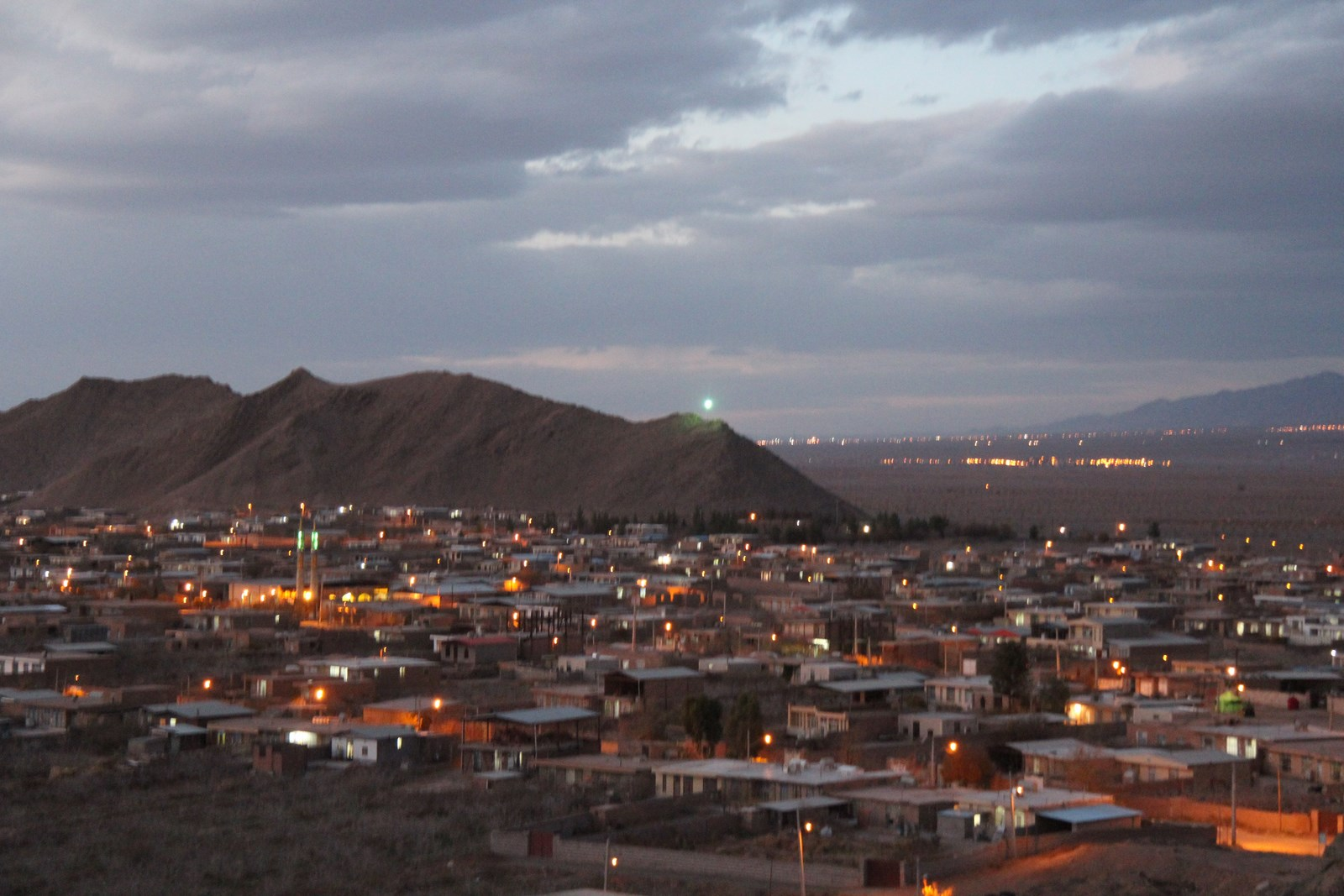
نمای کلی از روستای رحیم آباد کرمان عکاس:m.r

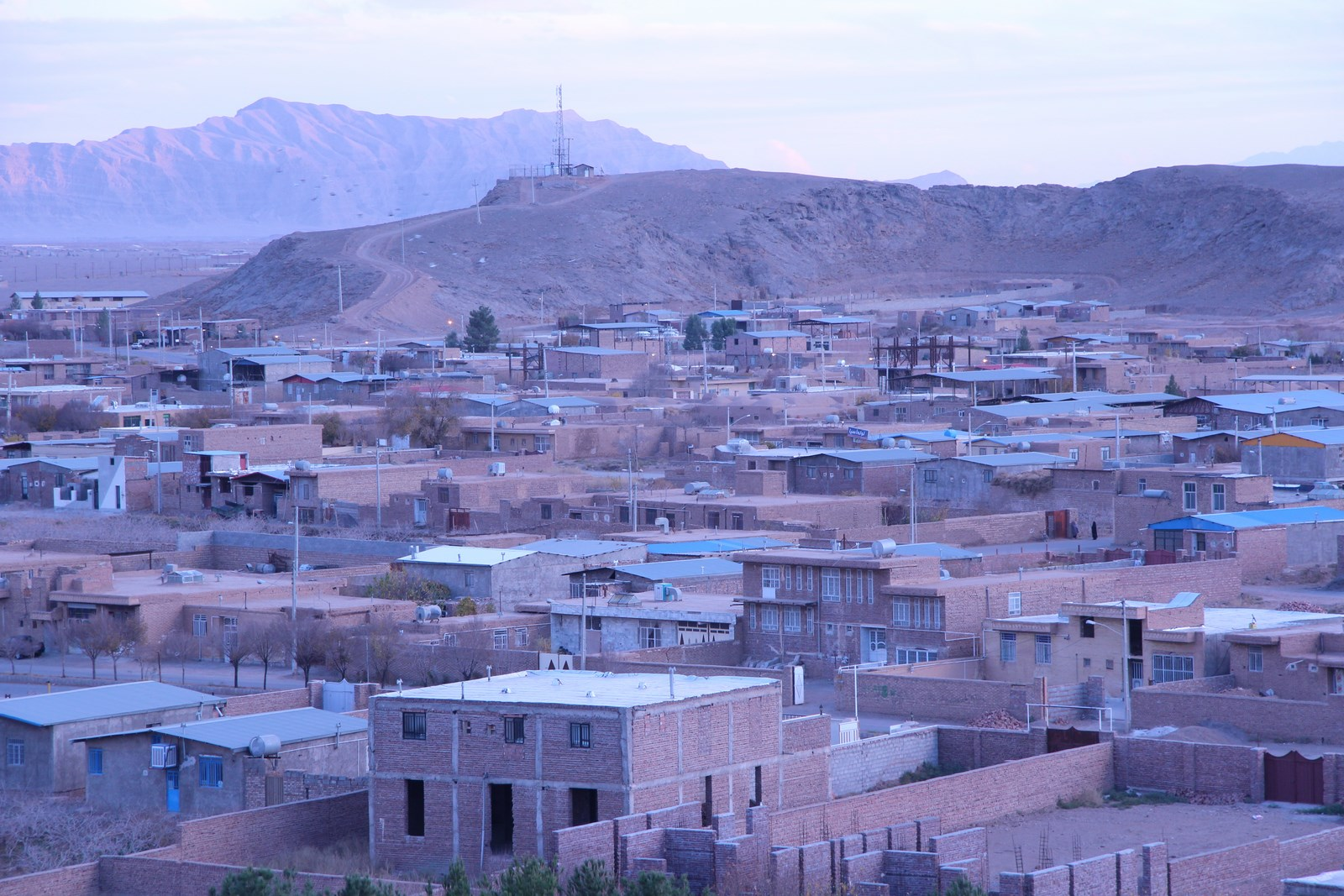
نمای کلی از روستای رحیم آباد کرمان عکاس:m.r

## جمعیت
این روستا در دهستان کویرات قرار داشته و براساس آخرین سرشماری مرکز آمار ایران که در سال ۱۳۸۵ صورت گرفته، جمعیت آن ۲۰۱۳نفر (۴۴۶خانوار) بوده‌است.

## معرفی روستای رحیم آباد کرمان
رحیم آباد روستایی است در استان کرمان ایران. شهرستان کرمان بخش چترود این روستا دارای آب و هوای نسبتاً معتدلی می‌باشد اطراف این روستا را باغهای پسته احاطه کرده‌است. خانه‌های این منطقه اکثراً در احاطهٔ باغ‌های پسته می‌باشند و در اغلب آن‌ها دستگاه پسته پاک کنی مشاهده می‌شود. شغل اکثر اهالی کشاورزی و پرورش دام و طیور است. این روستا دارای ۶۶۵ خانوار است. جمعیت غیررسمی روستا بیش از ۲۶۹۰ نفر می‌باشد که البته ۲۳۰ خانوار تبعه خارجی با ۱۲۵۰ نفر جمعیت نیز در اطراف رحیم آباد اقامت دارند. این روستا دارای آب هوای نسبتاً معتدل است.

## موقعیت
روستای رحیم آباد در موقعیت طول جغرافیایی ۴۸ دقیقه و ۵۶ درجه، عرض جغرافیایی ۳۶ دقیقه و ۳۰ درجه با ارتفاع ۱۷۰۵ از سطح دریا در فاصله ۶ کیلومتری شهر چترود قرار دارد.

## کوه‌های مهم[۴]
این روستا از سه طرف در احاطهٔ کوه‌های زیر قرار گرفته‌است:
- «کوه زرد» با ارتفاع ۲۲۴۰ متر
- «کوه شوری» با ارتفاع ۱۸۷۵ متر «کوه تیر» با ارتفاع ۲۰۸۷ متر قرار گرفته‌است.

## ارتباطات
روستای رحیم آباد در محل اتصال دو راه فرعی زرند ـ کرمان و راور ـ کرمان قرار گرفته‌است.
روستاهای همجوار آن عبارتند از:
- قوام‌آباد
- کریم‌آباد

## امکانات
امکانات رفاهی و تفریحی این روستا عبارتند از:
- سالن ورزشی که توسط آقای گنجه‌ای _ پدر ش محمد گنجه‌ای_ در سال ۱۳۷۸ شمسی با ابعاد ۲۲در ۵۰ و ۱۱۰۰ متر مربع زیر بنا افتتاح گردیده‌است.
- کانون فرهنگی هنری ولیعصر و کتابخانه قائم تأسیس ۱۳۷۳ که ساختمان جدید آن در سال ۱۳۹۲ توسط صفر گنجه‌ای احداث گردیده‌است.
- پارک تفریحی که توسط شورای اسلامی دهیاری رحیم آباد در ۱۳۹۲ ساخته شده‌است.

دهیاری رحیم آباد در سال ۱۳۷۸، تأسیس، اما از سال ۱۳۸۱ رسماً شروع به فعالیت نموده‌است.
کانون فرهنگی و هنری ولیعصر رحیم آباد واقع در خیابان ولیعصر و روبروی مسجد جامع رحیم آباد می‌باشد.